# Bodenstabilisierer

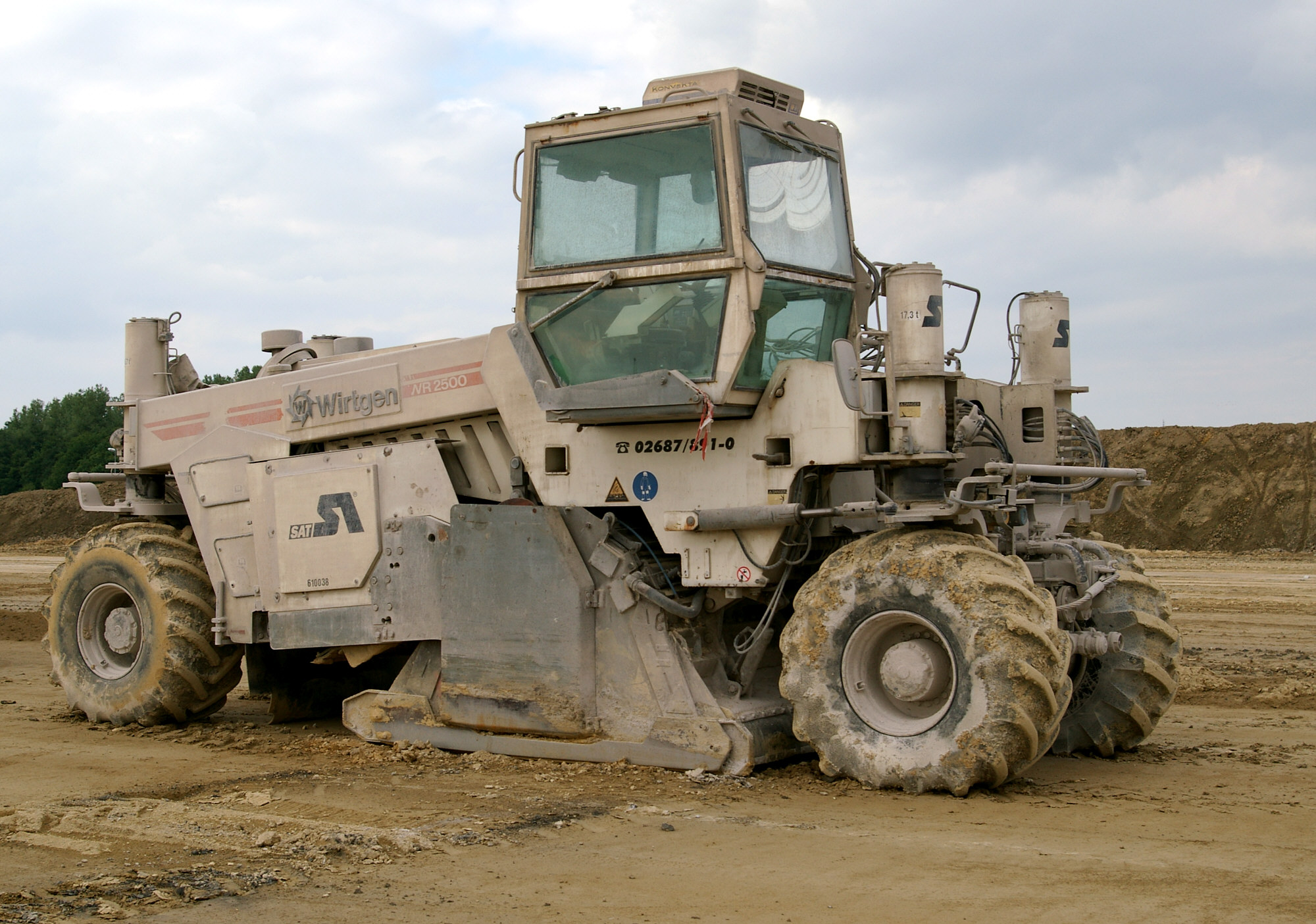
Bodenstabilisierer des Herstellers Wirtgen im Baustelleneinsatz

Der Bodenstabilisierer (auch Bodenfräse) ist eine Baumaschine und wird im Bereich des Erdbaus bzw. Verkehrswegebaus zur Bodenverfestigung und zur Erstellung der Tragschicht eingesetzt.

## Funktion
Die Maschine fräst den anstehenden Boden bis zur notwendigen Tiefe und kann je nach Erfordernis Bindemittel wie beispielsweise Kalk, Zement oder hydraulischen Mischbinder zugeben. Dieses Verfahren wird auch als Baumischverfahren bezeichnet.
Die Frästiefe kann bis zu 50 cm betragen, bei entsprechender Witterung ist eine Stabilisierung von bis zu 10.000 m² Fläche pro Tag möglich.
Es gibt Bodenstabilisierer als Selbstfahrer und als an Traktoren angebaute Geräte.